# Kathy Rudy
Mary Kathy Rudy (* 1956) ist eine US-amerikanische Professorin für Frauenforschung und Ethik an der Duke University.

## Werdegang
Rudy erwarb 1989 den Bachelor und 1993 den Master der Theologie an der Duke University. Zunächst war sie von 1994 bis 2000 Assistant Professor of the Practice, Gender, Sexuality & Feminist Studies am Trinity College of Arts & Sciences und zugleich von 1996 bis 2001 Lecturer in the Department of Public Policy Studies an der Sanford School of Public Policy der Duke University. Anschließend wirkte sie von 2000 bis 2013 als Associate Professor in Women’s Studies, Gender, Sexuality & Feminist Studies am Trinity College of Arts & Sciences.

## Forschungsschwerpunkte
Die Arbeiten von Rudy sind oft interdisziplinär. Sie arbeitet auf den Gebieten Philosophie, Theologie, Politik, Feminismus und Medizinethik. Rudy ist eine Vertreterin des Sozialkonstruktivismus.

## Privates
Kathy Rudy lebt offen homosexuell.

## Veröffentlichungen (Auswahl)
- The Politics of Representing Jesus. Jacques Derrida and John Howard Yoder. Duke University Press, Durham 1989.
- Beyond Pro-life and Pro-choice. Moral Diversity in the Abortion Debate. Beacon Press, Boston 1996, ISBN 0-8070-0427-8.
- Sex and the Church. Gender, Homosexuality and the Transformation of Christian Ethics. Beacon Press, Boston 1997, ISBN 0-8070-1034-0.
- Radical Feminism, Lesbian Separatism, and Queer Theory. In: Feminist Studies 27, Ausgabe 1 (Frühjahr 2001).
- Loving Animals: Toward a New Animal Advocacy. University of Minnesota Press, 2011.